# 뽁뽁이

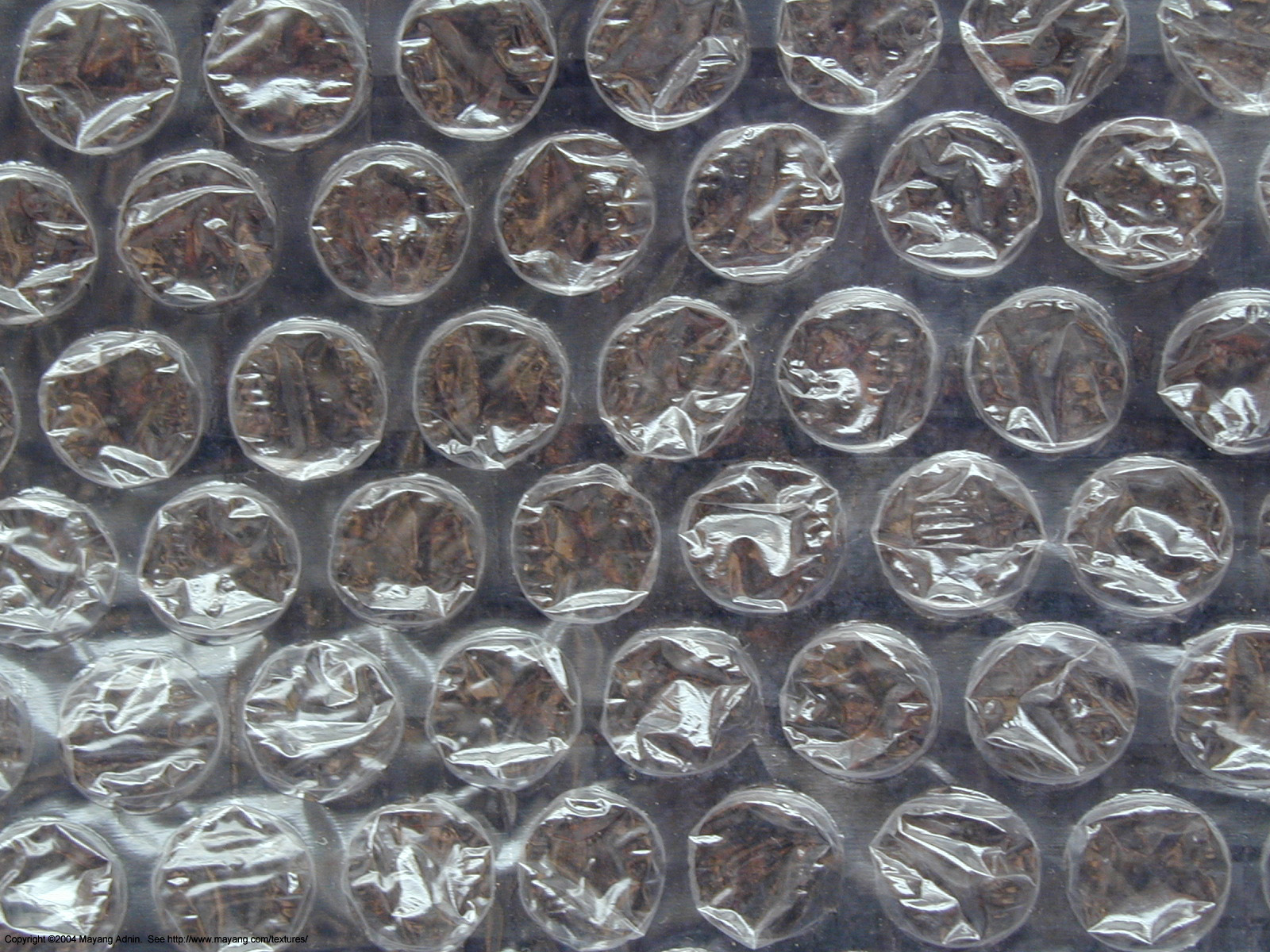
뽁뽁이

에어캡(Air-cap), 버블랩(Bubble wrap), 일명 뽁뽁이는 깨지기 쉬운 물건을 포장하는데 쓰는 투명하고 부드러운 플라스틱이다. 기포가 충격을 완화해준다. 주로 택배나 깨지기 쉬운 물건을 포장할 때 쓴다.
터지면 뽁뽁 소리가 나서 한국어로 뽁뽁이라고 한다. 이사를 하거나 물건을 배달할 때 요긴하게 쓰이며 집 안의 창문에 붙이는 단열재로 쓰기도 한다.
플라스틱인 만큼 쓰레기 문제는 피할 수 없다. 이를 완화하기 위해 밀껍질을 섞어서 만들기도 한다.
내부에 대류하지 않는 공기를 머금고 있기 때문에 단열효과가 뛰어나 가정의 에너지 보존을 돕고 있다. 분무기 따위로 창문에 물을 뿌린 다음 뽁뽁이를 조심스레 붙이면 1년 이상 접착력이 유지되는데, 플라스틱의 특성상 햇빛에 포함된 자외선에 분자구조가 조금씩 망가지기 때문에 1년에 한 번씩 교체하는 것을 권장한다. 이 밖에도 폼블럭, 문풍지 등등의 단열 대책이 존재한다.,

## 오락

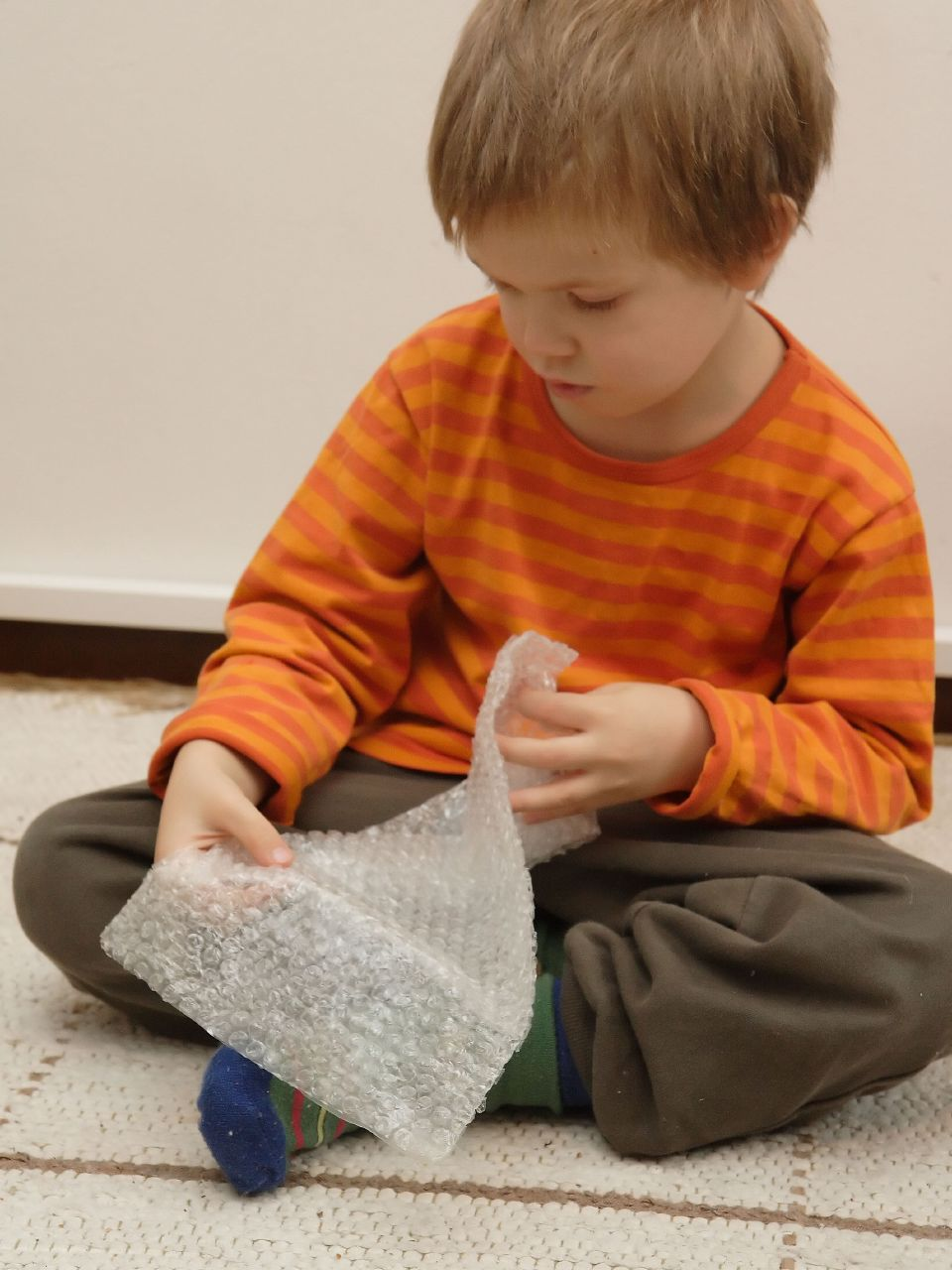
뽁뽁이를 가지고 노는 아이

뽁뽁이는 터질 때 만족스러운 터지는 소리를 내기 때문에 오락 목적으로 자주 사용된다. 이러한 사용을 인정하여 일부 웹 사이트에서는 사용자가 버튼을 클릭하면 터질 수 있는 에어켑을 표시하는 가상 프로그램을 제공하기도 한다.

## 같이 보기
- 돌돌이
- 찍찍이